# Peces tropicales

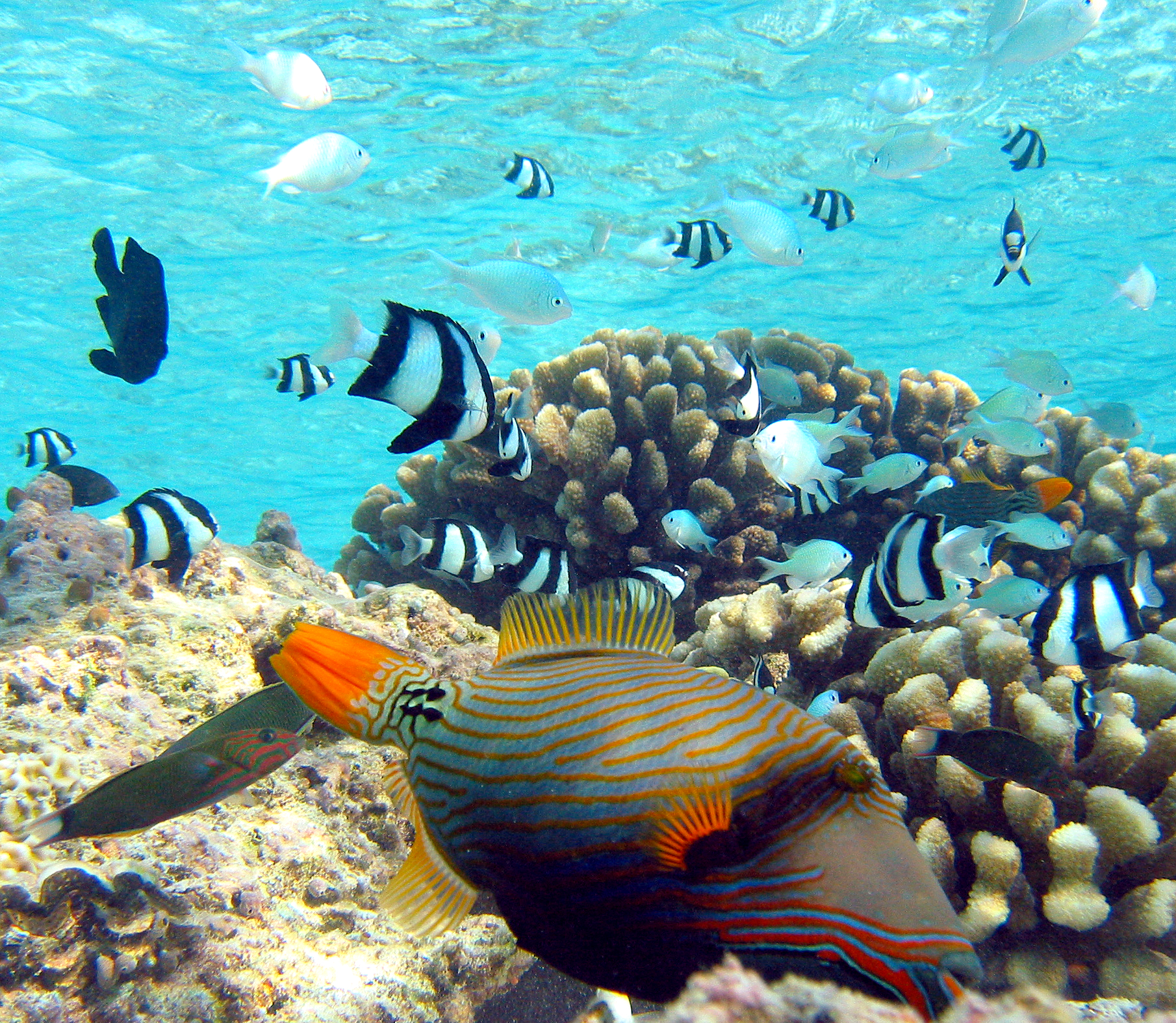
Muchos de los peces tropicales son peces de arrecife de coral.

Los peces tropicales son peces que habitan en medios ambientes tropicales en diversas partes del mundo, incluyendo tanto a especies de agua dulce como a especies de agua salada. 
Los peces tropicales son populares como peces para acuario, ya que muy a menudo poseen colores brillantes. En los peces de agua dulce, esta coloración por lo general deriva de la iridiscencia, mientras que en los peces marinos por lo general es producto de pigmentos.
Los acuaristas a menudo utilizan el término peces tropicales para referirse especialmente a aquellos de agua dulce, mientras que los peces tropicales marinos son llamados simplemente peces marinos. Los peces tropicales criados para acuarios caseros incluyen:
- Especímenes capturados en ambientes naturales.
- Individuos de determinadas especies nacidos en cautividad. Esta categoría incluye los desarrollados mediante selección artificial, por sus características físicas especiales, tales como aletas largas o coloraciones especiales (como los albinos, por ejemplo).
- Híbridos de más de una especie.

Los buzos a menudo son también entusiastas de los peces tropicales.

## Peces de arrecife de coral

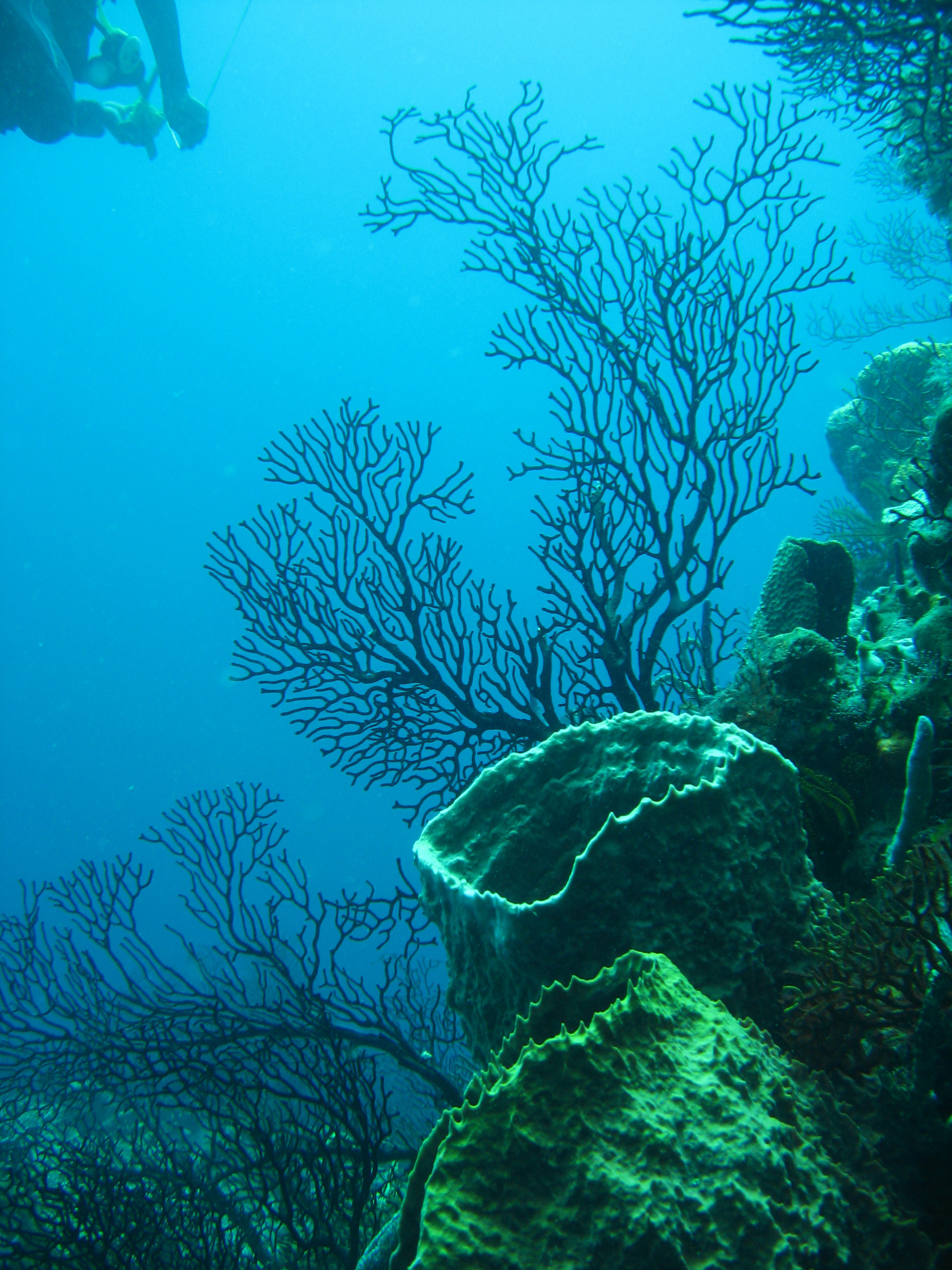
En los arrecifes de coral hay 2 tipos de corales: los corales duros y los corales blandos.

Muchos peces tropicales marinos (especialmente aquellos de interés para los acuaristas) son los que viven en los arrecifes de coral. Los arrecifes de coral forman ecosistemas complejos, con una gran biodiversidad. Entre sus muchos habitantes, los peces sobresalen por ser particularmente coloridos e interesantes de observar. Cientos de especies pueden existir en una pequeña área de un arrecife saludable, muchos de ellos ocultos o bien camuflados. Los peces de arrecife han desarrollado muchas especializaciones ingeniosas para adaptarse y sobrevivir en los arrecifes.
Los arrecifes de coral ocupan menos del 1 % del área de la superficie de los océanos del planeta, y aun así, proveen un hogar al 25 % de todas las especies de peces marinos. Los hábitats de arrecife son un gran contraste con los hábitats de aguas abiertas, los cuales conforman el otro 99 % de los océanos del mundo.
Sin embargo, la pérdida y degradación del hábitat de los arrecifes de coral, el incremento de la polución marina, y la sobrepesca (incluyendo el uso de prácticas de pesca destructivas), amenazan la supervivencia de los arrecifes de coral y de los peces de arrecife asociados a ellos.